# Вонкок (район)

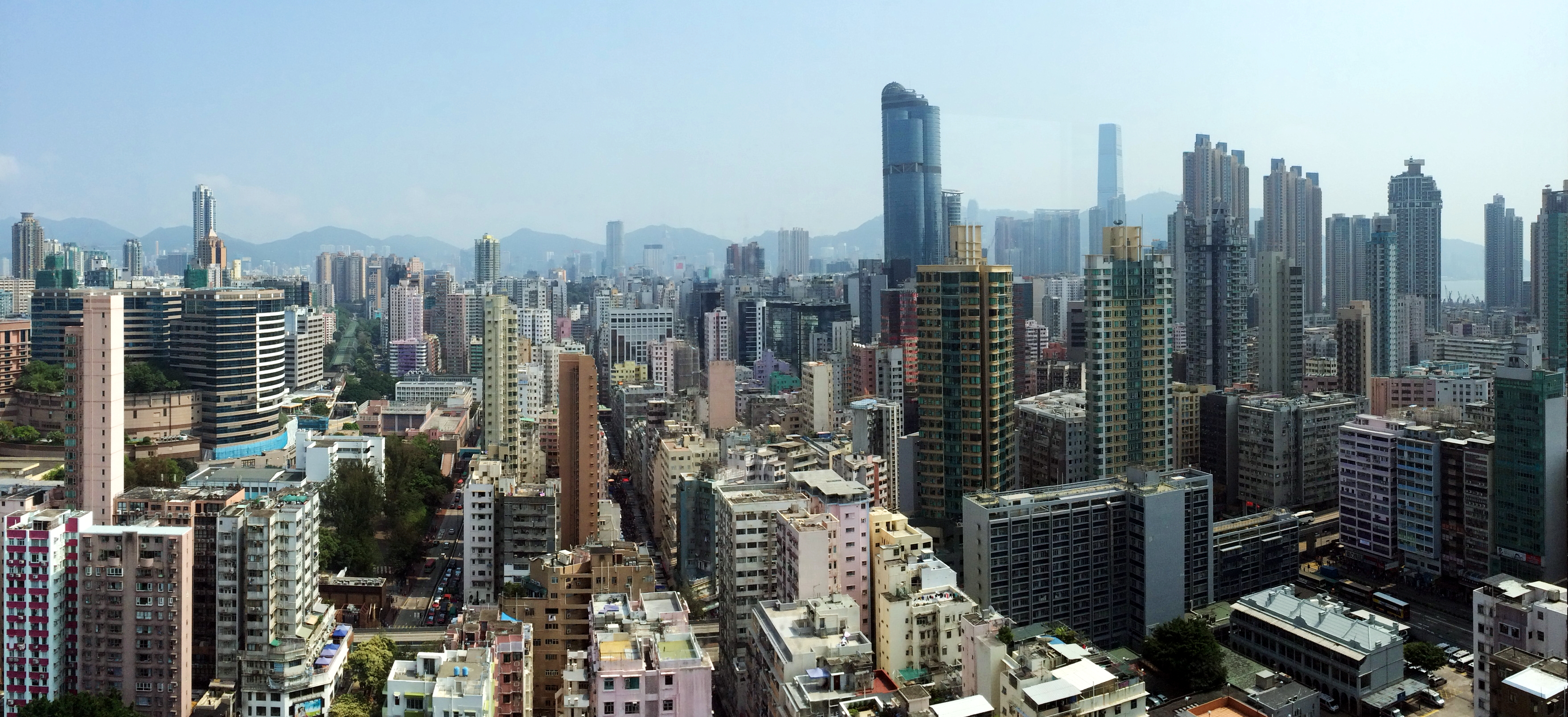
Панорама Вонкока

Вонкок (иер. 旺角, ютпх. Wong6gok3, кит.-рус. Ванцзяо), или Монг-Кок (англ. Mong Kok), также известен по латинской аббревиатуре MK — высокоурбанизированный район, расположенный в западной части полуострова Цзюлун в Гонконге. Входит в состав округа Яучимвон.
Для района характерны очень высокая плотность населения, а также смешанная застройка из старых и новых многоэтажных зданий, в которых на первых этажах расположены магазины и рестораны, а выше — офисы и жилая недвижимость. Кроме того, Вонкок известен своими уличными рынками и активностью тайных преступных обществ — триад.

## История

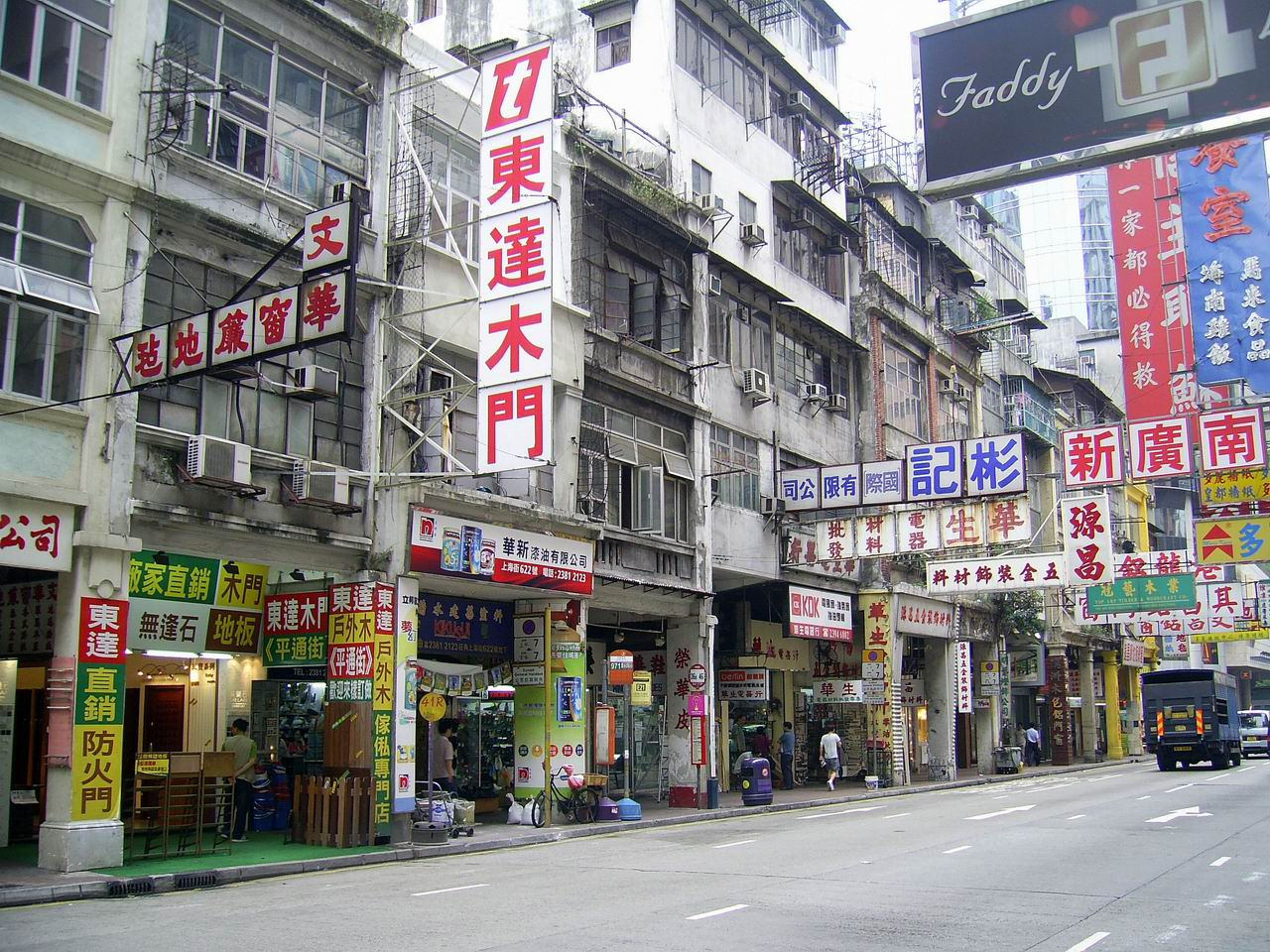
Шанхай-стрит

Согласно некоторым свидетельствам, первые поселения на месте современного района существовали уже в эпоху династии Цзинь. В начале XIX века здесь имелась большая деревня, населённая хакка. В британский период вдоль Портленд-стрит располагался квартал красных фонарей. В 1920-х годах крестьянские поля стали заменять жилой застройкой, вдоль оросительных каналов женщины стирали клиентам бельё (позже каналы и ручьи были преобразованы в подземные коллекторы).
Когда Вонкок был ещё приморским районом, он славился поставками папоротника. Английская транслитерация Mong Kok пошла от старых китайских названий 望角 или 芒角 (по-кантонски оба слова читаются «Монкок»; современные гонконгцы называют местность 旺角 — «Вонкок», что означает «оживлённый угол»). До 1930 года район был известен как Монкокчёй (Mong Kok Tsui, 芒角咀).
В 1980—1990-х годах Вонкок был известен как центр продажи порнографии, эротических журналов, контрафактной музыки, видеоигр и компьютерных программ. В 1994 году округ Вонкок слился с округом Яучим, образовав новый округ Яучимвон. В 2014 году Вонкок стал ареной массовых протестов демократической оппозиции.

## География

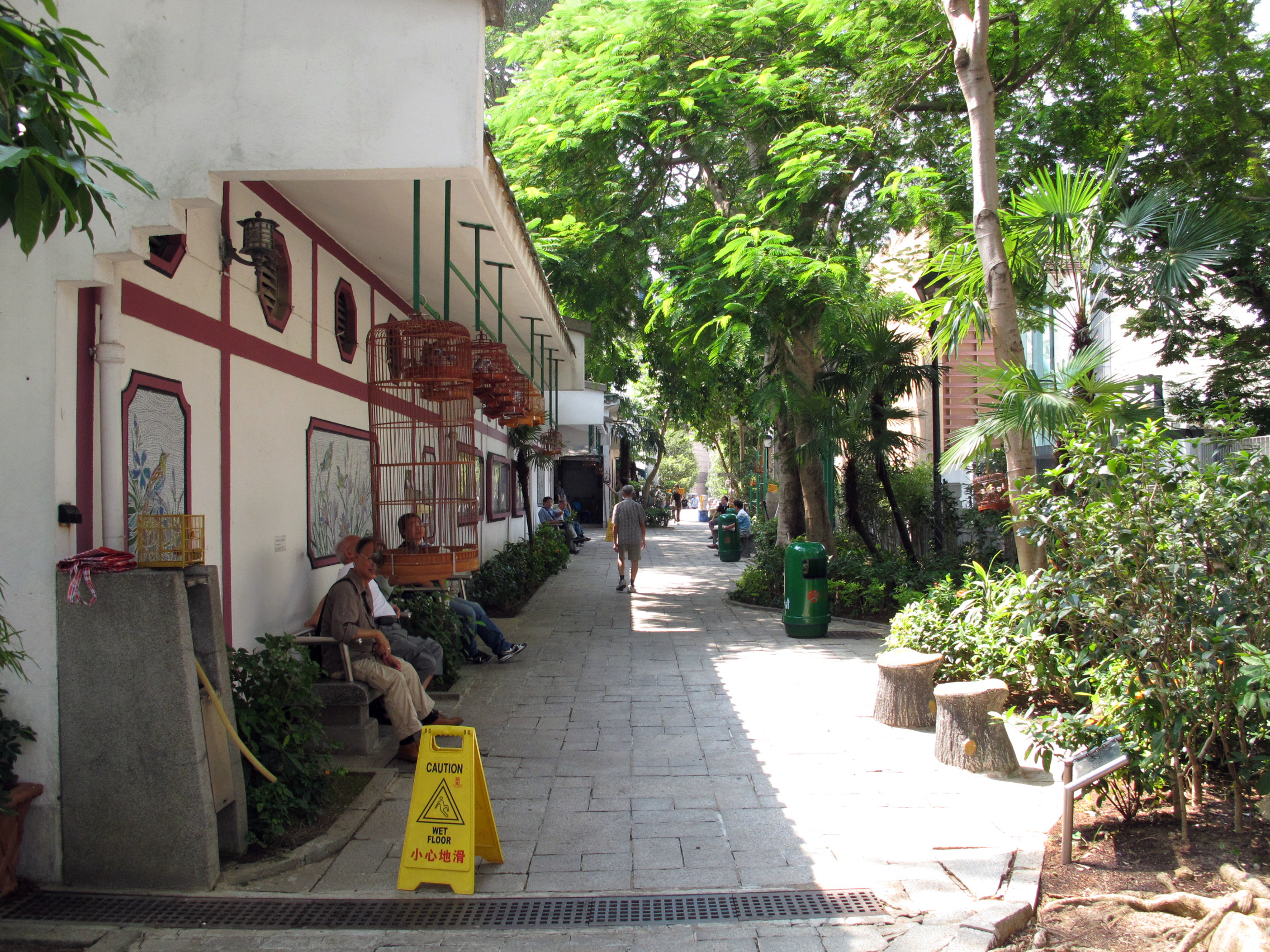
Птичий сад

На юге Вонкок граничит с районом Яуматэй, на востоке — с районом Хоманьтхинь, на западе — с районом Тайкокчёй, на севере — с округом Самсёйпоу. Северная часть района Вонкок известна как Принс-Эдвард (расположена вокруг одноимённой станции метро), а западная — как Вонкокцуй (расположена в районе улиц Шаньтун-стрит, Нельсон-стрит и рынка Вонкок).
В юго-западной части Вонкока находятся земли, отвоёванные у моря, на которых в 1990-х годах были построены высотные жилые комплексы, парковая зона и образовательный кластер.
В Вонкоке расположены парк Черри-стрит, Олимпийский парк, Птичий сад, сад Сайи-стрит, игровые площадки Бундери-стрит, Вонкок-роуд, Ферри-стрит, Макферсон и Тунми-роуд.

## Население и религия
Вонкок является одним из самых плотнозаселённых районов Гонконга. Здесь абсолютно преобладают этнические китайцы, преимущественно буддисты, конфуцианцы и христиане.
В районе расположены храм Шуйюэткун (или Квуньюм), построенный в 1927 году, англиканская церковь Всех Святых, церковь Адвентистов седьмого дня, церковь Тиньчуэнь, церковь Великолепного королевства на скале, храм Китайской Церкви Христа, Евангелический центр Вонкока.

## Экономика

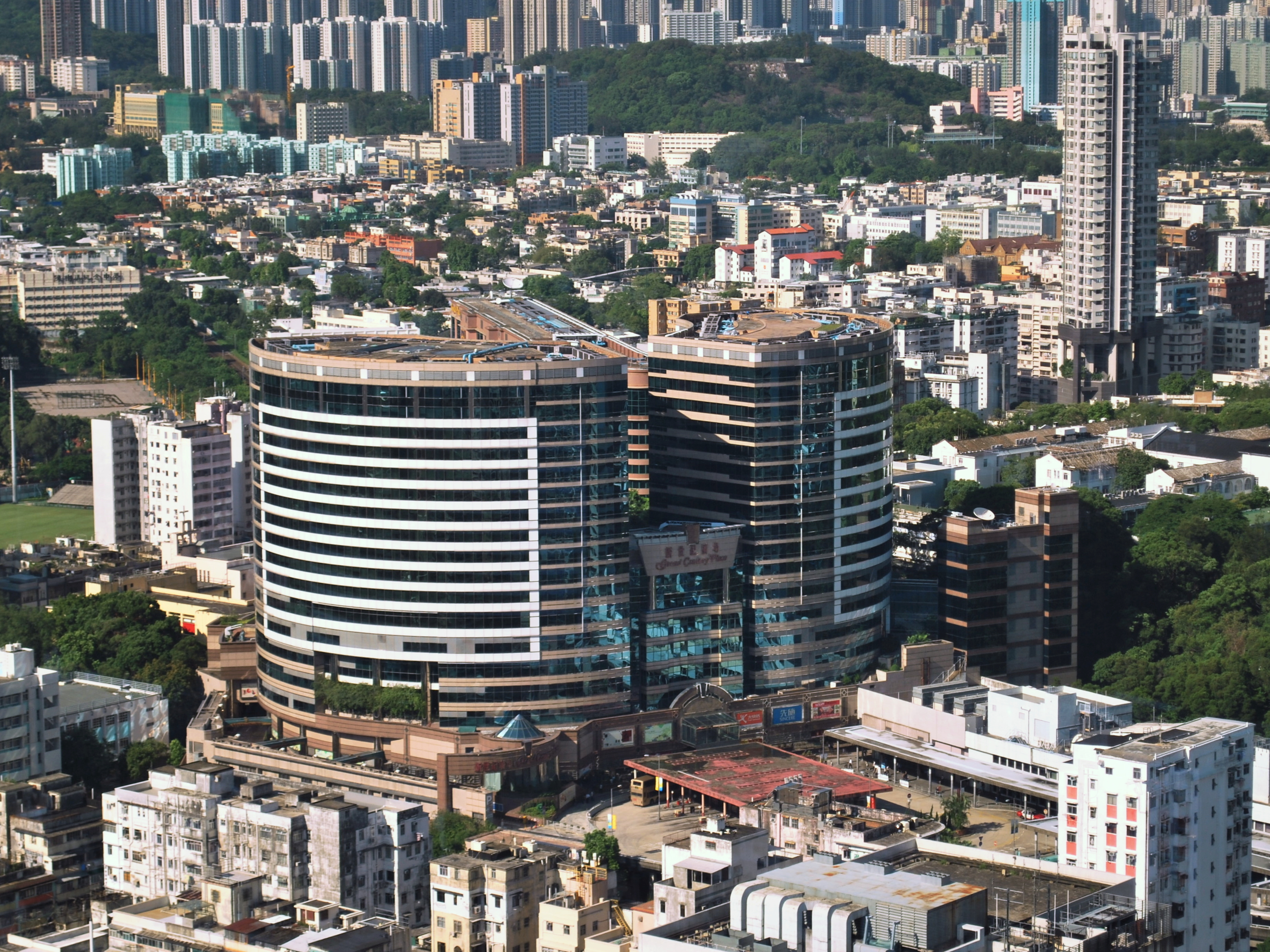
Grand Century Place

Главными отраслями экономики Вонкока являются розничная торговля, общественное питание (в том числе фаст-фуд), гостиничное дело и индустрия развлечений. Значительную часть баров, ночных клубов и массажных салонов контролируют местные триады. В отличие от других районов Гонконга, Вонкок ещё сохраняет традиционные уличные рынки, небольшие магазины и харчевни, однако и здесь наблюдается наступление современных офисных и торговых центров, которые вытесняют малые и средние предприятия общепита и розничной торговли.
В районе пересечения улиц Тунчой-стрит и Шаньтун-стрит расположен так называемый «Женский рынок» (Ladies' Market), где продают одежду, обувь, аксессуары, косметику, морепродукты и домашнюю лапшу. В районе пересечения Тунчой-стрит и Бьют-стрит расположен уличный рынок, где продают золотых рыбок, аквариумы, домашних животных и различные корма. На параллельной улице Сайюнчой-стрит (на её южной части) много магазинов, торгующих бытовой электроникой, часами, косметикой и книгами.

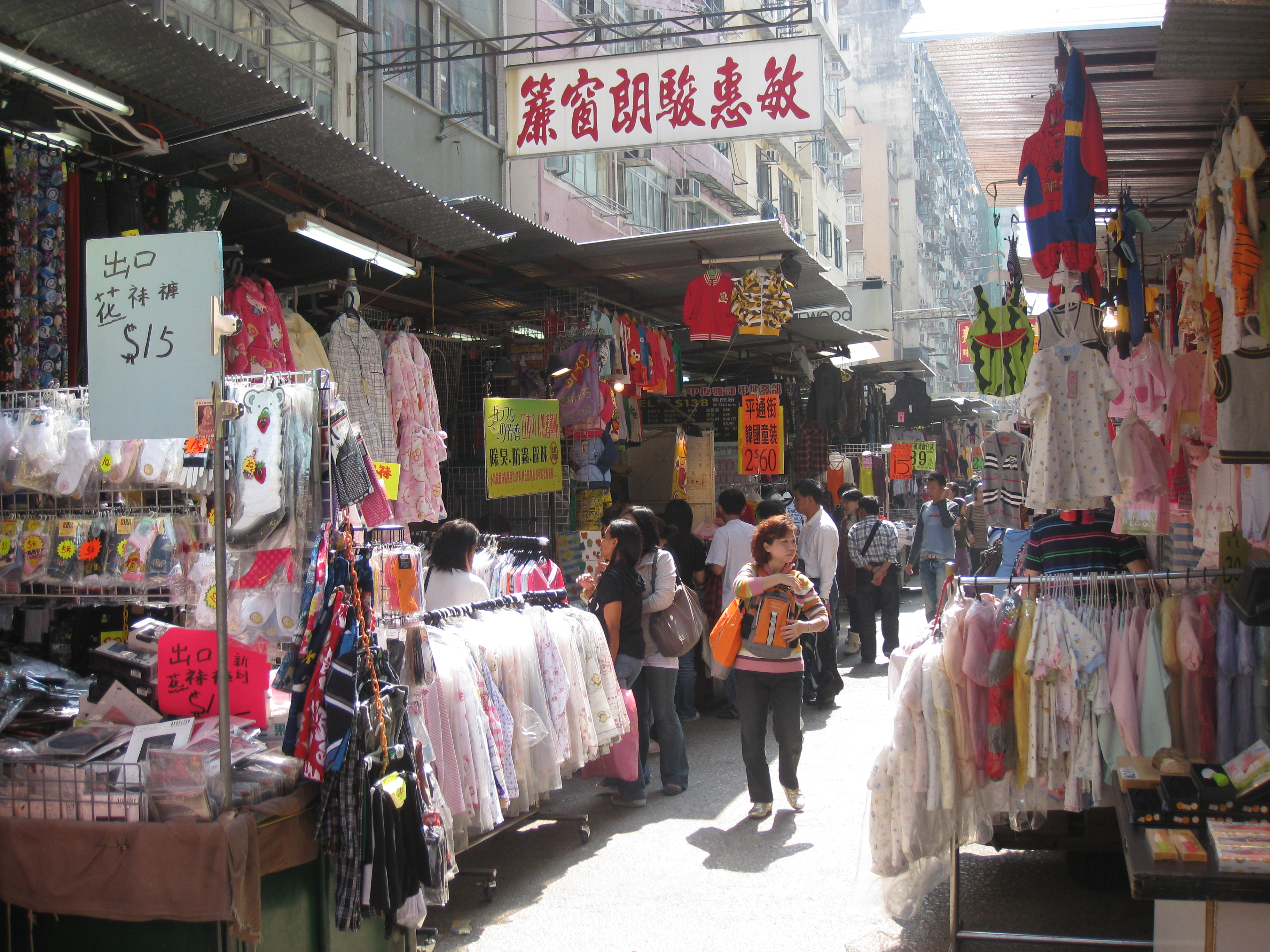
Женский рынок

Фаюэнь-стрит, также параллельная Тунчой-стрит, известна своими небольшими специализированными магазинами спортивного снаряжения и обуви (кроме того, здесь работает уличный фруктово-овощной рынок). На Портленд-стрит (между Эргайл-стрит и Бьют-стрит) сконцентрированы магазины товаров для строительства и ремонта (плитка, сантехника, ванны, обои, оконные рамы и т. п.). Южная часть Портленд-стрит (между Эргайл-стрит и Дундас-стрит) известна своими массажными салонами, борделями, ночными клубами, караоке, барами и ресторанами. В районе пересечения улиц Импофун-стрит и Сой-стрит сконцентрированы копировальные магазины и ларьки.
Квонва-стрит известна магазинами, торгующими радиоуправляемыми и другими моделями, игрушками, снаряжением для игры в страйкбол и другими аксессуарами для досуга. На Иньчун-стрит работает ночной продуктовый рынок. На соседней Дундас-стрит расположено несколько торговых центров, а также множество продовольственных магазинов, магазинов видеоигр и кафе. Возле стадиона Вонкок, на Юэньпо-стрит расположен «Птичий сад» (Yuen Po Street Bird Garden), где с 1997 года продают певчих птиц, попугаев, бамбуковые клетки и фарфоровые поилки. К саду примыкает Флауэр-маркет-роуд, где на «Цветочном рынке» продают цветы и различные комнатные растения.
Главной универсальной торговой улицей является Натан-роуд, вдоль которой расположены торговые центры Trendy Zone, Sino Centre, Chong Hing Square, Hollywood Plaza, King Wah Centre, Bank Centre Mall, Grand Plaza, Wai Fung Plaza Shopping Arcade, Argyle Centre Shopping Arcade, Pioneer Centre, Allied Plaza, Cosmopolitan Center. В 1997 году возле станции метро Вонкок-Ист открылся комплекс Grand Century Place, включающий торговый центр MOKO и Royal Plaza Hotel. В центре района расположен высотный офисный, гостиничный и торговый комплекс Лэнхэм-плейс, который открылся в 2004 году возле станции метро Вонкок (включает в свой состав многоэтажный Langham Place Shopping Mall и отель Cordis).
Также в районе расположены продуктовый рынок Вонкок на Нельсон-стрит, торговые центры Olympian City, Hoi Fu Shopping Centre, Ho King Shopping Centre, Mong Kok Computer Centre, Ginza Plaza, Mongkok Plaza, Richmond Shopping Arcade, отели Metropark, Hotel MK и Stanford.
Вонкок славится своими китайскими ресторанами, в которых готовят рыбные шарики, жаренный тофу и разновидности димсам. Также здесь расположено множество уличных забегаловок и ларьков, в которых подают еду быстрого приготовления, имеются рестораны при торговых центрах и отелях, а также рестораны японской, тайской, вьетнамской и итальянской кухни.
Среди крупнейших жилых комплексов района — Park Avenue, Hoi Fu Court, Charming Garden, CITÉ 33, Bijou Court, MacPherson Place, среди крупнейших офисных комплексов — Golden Era Plaza, Grand Century Place и Argyle Centre.

## Транспорт

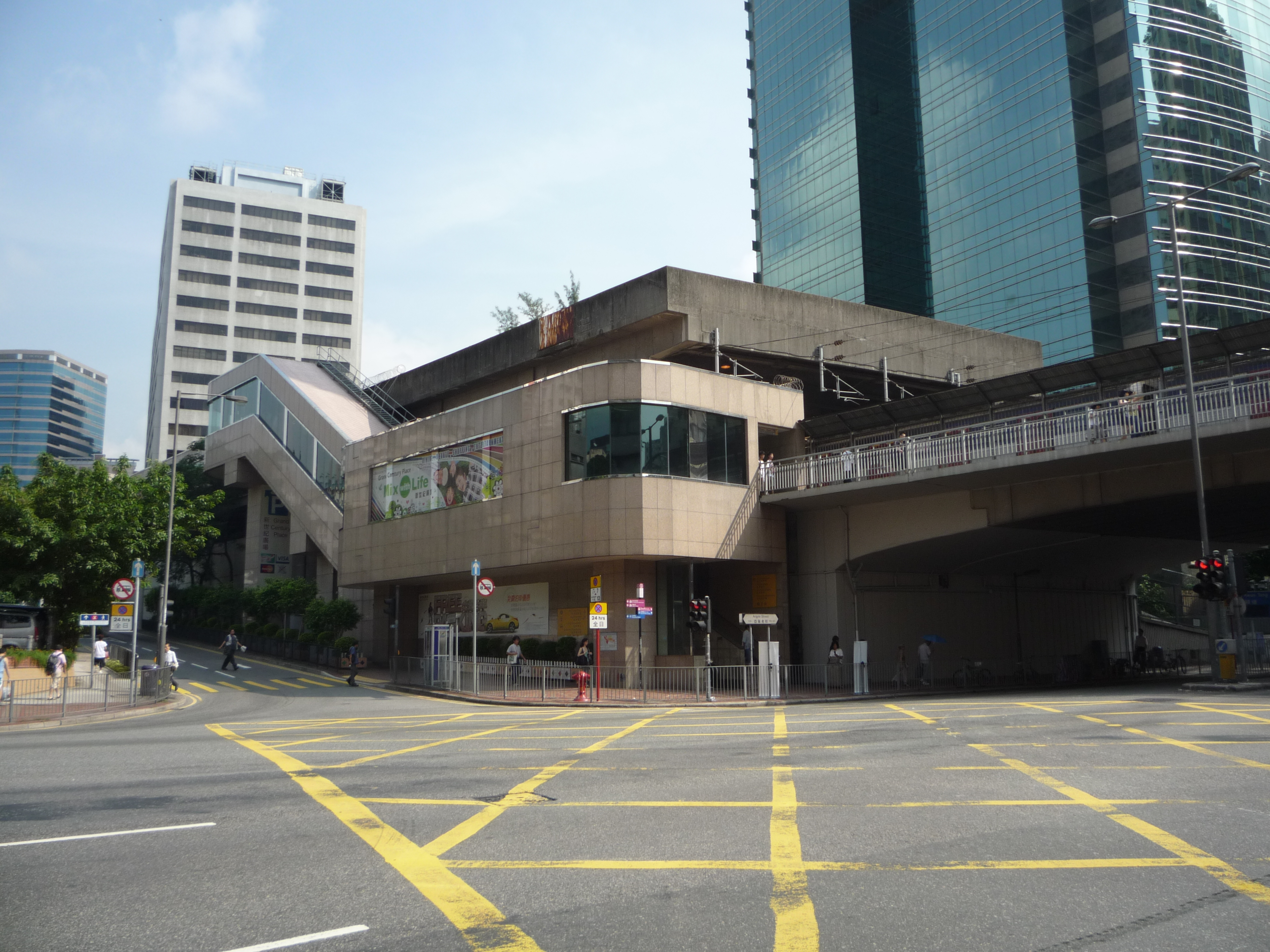
Станция Вонкок-Ист

Главными пассажирскими узлами района являются станция метро Вонкок (открылась в 1979 году) и станция метро Принс-Эдвард (открылась в 1982 году) на линиях Куньтхон и Чхюньвань, а также станция метро Вонкок-Ист (открылась в 1982 году) на Восточной линии.
Основными транспортными артериями района являются Вест-Коулун-коридор, Натан-роуд, Принс-Эдвард-роуд, Лайчикок-роуд, Эргайл-стрит, Кантон-роуд и Шанхай-стрит.
Через район пролегает широкая сеть автобусных маршрутов (в том числе и микроавтобусов). Имеется автобусный терминал у станции Вонкок-Ист, несколько стоянок такси и обширная система пешеходных переходов и мостов.

## Административные функции
В районе расположены штаб-квартиры департамента промышленности и торговли Гонконга, полиции района Вонкок и Гонконгского общества защиты детей.

## Культура и образование
В Вонкоке расположены кампус Китайского университета Гонконга, кампус Гонконгского политехнического университета, частный Гонконгский инженерный колледж, основанный в 1992 году, государственная школа Королевы Елизаветы, основанная в 1954 году, публичная библиотека на Фаюэнь-стрит, а также несколько престижных частных школ и колледжей (в том числе принадлежащих различным христианским конфессиям).

## Здравоохранение

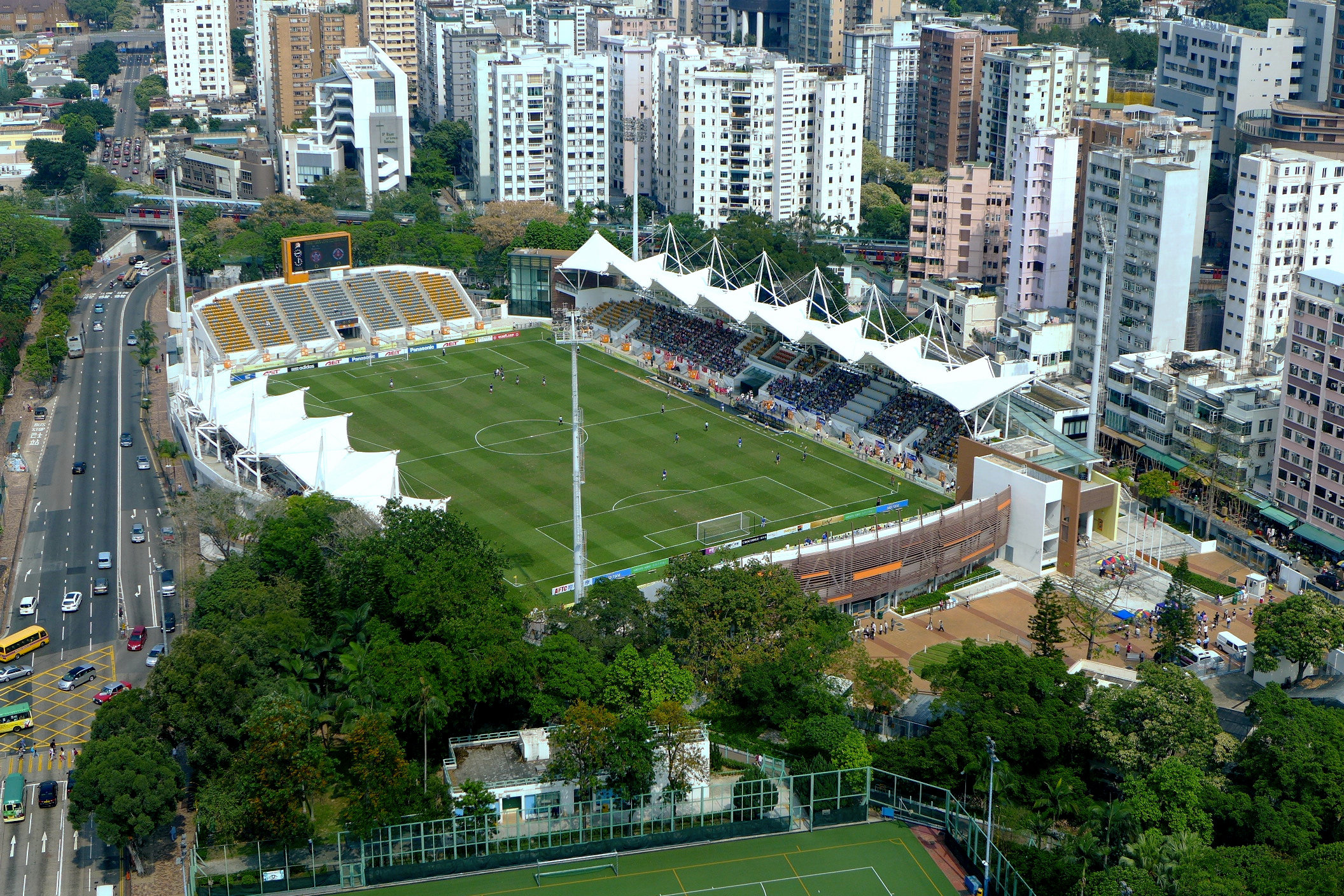
Стадион Вонкок

В юго-восточной части района расположена больница Кхуонва, основанная в 1911 году, недалеко от неё — донорский центр Красного Креста и ветеринарная клиника Грин-Кросс.

## Спорт
В районе расположен современный стадион Вонкок, открытый в 1961 году как армейский стадион и полностью реконструированный в 2011 году (вмещает 6,6 тыс. зрителей, служит домашней ареной гонконгским футбольным клубам «Китчи» и «Восточный»).
На месте старого крытого стадиона Макферсон был построен высотный жилой комплекс MacPherson Place, включающий в свой состав новый открытый стадион. Также в районе расположен спортивный центр Бундери-стрит. В частных жилых комплексах имеются бассейны, корты для тенниса и сквоша, фитнес-центры.

## В популярной культуре
Вонкок служил местом действия или был изображён в фильмах As Tears Go By (1988), Mongkok Story (1996), One Nite in Mongkok (2004), To Live and Die in Mongkok (2009).
Кроме того, в Гонконге район известен молодёжной субкультурой Вонкока (школьников и студентов район притягивает обилием модных магазинов одежды, обуви, музыкальных дисков, компьютерных игр, электроники, игрушек и комиксов, а также кинотеатров, театров, баров, караоке и ночных клубов).